# Кредитний рейтинг
Кредитний рейтинг є процедурою оцінки особи, підприємства або держави. В банківській справі рейтинг рівнозначний оцінці платоспроможності боржника. Для надання такої оцінки використовуються певні показники, які розраховуються за допомогою власних критеріїв банку («надання внутрішньо-банківських рейтингів»; див. підхід IRB «Базель II») або ж рейтингових агентств («зовнішній рейтинг» в «Базель II»).
Наявність кредитного рейтингу є важливою умовою відкритого фінансового ринку і використовується на міжнародному рівні:
- в регуляторних цілях;
- при проведенні переговорів з інвестором і залученні коштів як шляхом публічних запозичень, так і у вигляді кредитів;
- для вдосконалення систем ризик-менеджменту у фінансових установах, які спеціалізуються на інвестиційному кредитуванні.

## Світова практика використання рейтингів
На фінансових ринках світу рейтинги широко застосовуються для порівняння між собою компаній в різних секторах економіки та прийняття інвестиційних рішень. Крім того, держава застосовує кредитні рейтинги в регуляторних цілях.
Кредитні рейтинги як атрибут фінансового ринку виникли в Сполучених Штатах Америки в першій половині XIX сторіччя в період підвищення попиту на облігації залізничних компаній, а також для активного залученням приватного капіталу на фінансовий ринок. Освоєння нових територій вимагало створення необхідної транспортної інфраструктури, а будівництво залізниць відбувалося за рахунок коштів приватних інвесторів, майже без залучення ресурсів держави.
Саме в той період було закладено підґрунтя для створення першого рейтингового агентства, а саме Standard & Poor's. В контексті існуючої на той час ситуації Генрі Пур випустив "Історію за зіничних доріг і каналів США", роботу, в якій спробував систематизувати фінансову і операційну звітність компаній, що працюють у залізничній сфері. Така інформація виявилася необхідною ринку і надалі мала популярність, що сприяло розробці та публікації такого дослідження на постійній основі. Стрімкий розвиток світової економіки та її глобалізація сприяли поширенню попиту на рейтингові послуги в Європі та Азії. На 70-ті роки XX сторіччя припадає закріплення в США державного регулювання рейтингових оцінок на законодавчому рівні, що з часом було зроблено більшістю країн Євразії.
На сьогоднішній день в усіх країнах Євросоюзу в регуляторних цілях кредитні рейтинги використовуються при визначенні вимог до капіталу. Орієнтиром служить остання редакція рекомендацій Базельського комітету з банківського нагляду (Базель-II та Базель-III). Відповідно до цих документів, необхідно враховувати кредитні рейтинги при розрахунку розміру регулятивного капіталу (рейтинги характеризують рівень кредитних ризиків активів, в які розміщено капітал).
Велика кількість фінансових інституцій, в першу чергу, банки, користується кредитними рейтингами при визначенні доцільності кредитування позичальника. Також досить часто зустрічається практика врахування кредитного рейтингу при визначенні ставки за позикою або умов щодо надання забезпечення. В цьому випадку, чим вищим є кредитний рейтинг, тобто компанія-позичальник оцінюється як більш надійна, тим вигіднішими можуть бути умови запозичення.
У випадку публічного розміщення цінних паперів (акцій, облігацій) наявність кредитного рейтингу є важливою, хоч і не завжди обов’язковою умовою успішного залучення інвестицій. В цьому випадку інвестор бере до уваги не лише рівень кредитного рейтингу, але навіть його наявність, оскільки останнє свідчить по відкритість емітента.
На сьогоднішній день в Україні працюють три міжнародних агентства, які визнані Національною комісією з цінних паперів та фондового ринку: Standard & Poor's, Moody's Investors Service, Fitch Ratings. Так, рішенням НКЦПФР №2314 від 27.12.2007 [Архівовано 24 лютого 2016 у Wayback Machine.] було затверджено рівні рейтингових оцінок, які використовують ці рейтингові агентства при визначенні рейтингів в Україні.

## Огляд типових показників
Існує три найбільших рейтингових агентства «Moody's», Standard & Poor's та Fitch Ratings, які, за різними оцінками, володіють 85% світового ринку.
| AAA | AA | A | BBB | BB | B | CCC | CC/D |

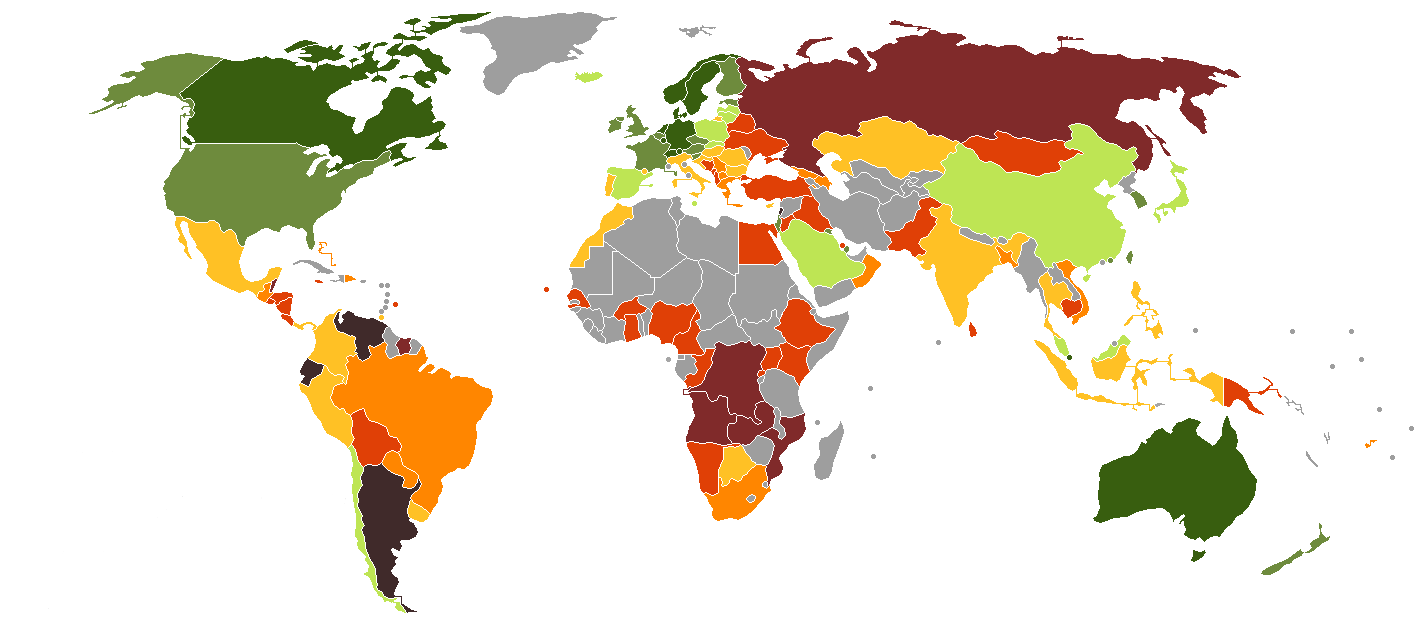
Країни світу за довгостроковим суверенним кредитним рейтингом Standard & Poor's

Наступна таблиця надає огляд типових показників згаданих компаній.
| Moody’s   | Moody’s    | S&P       | S&P        | Fitch     | Fitch      |                                            |
| --------- | ---------- | --------- | ---------- | --------- | ---------- | ------------------------------------------ |
| Long-term | Short-term | Long-term | Short-term | Long-term | Short-term |                                            |
| Aaa       | P-1        | AAA       | A-1+       | AAA       | F1+        | Вищий інвестиційний клас                   |
| Aa1       | P-1        | AA+       | A-1+       | AA+       | F1+        | Високий інвестиційний клас                 |
| Aa2       | P-1        | AA        | A-1+       | AA        | F1+        | Високий інвестиційний клас                 |
| Aa3       | P-1        | AA-       | A-1+       | AA-       | F1+        | Високий інвестиційний клас                 |
| A1        | P-1        | A+        | A-1        | A+        | F1         | Підвищений інвестиційний клас              |
| A2        | P-1        | A         | A-1        | A         | F1         | Підвищений інвестиційний клас              |
| A3        | P-2        | A-        | A-2        | A-        | F2         | Підвищений інвестиційний клас              |
| Baa1      | P-2        | BBB+      | A-2        | BBB+      | F2         | Нижчий інвестиційний клас                  |
| Baa2      | P-3        | BBB       | A-3        | BBB       | F3         | Нижчий інвестиційний клас                  |
| Baa3      | P-3        | BBB-      | A-3        | BBB-      | F3         | Нижчий інвестиційний клас                  |
| Ba1       | Not prime  | BB+       | B          | BB+       | B          | Не інвестиційний клас Спекулятивний        |
| Ba2       | Not prime  | BB        | B          | BB        | B          | Не інвестиційний клас Спекулятивний        |
| Ba3       | Not prime  | BB-       | B          | BB-       | B          | Не інвестиційний клас Спекулятивний        |
| B1        | Not prime  | B+        | B          | B+        | B          | Highly speculative                         |
| B2        | Not prime  | B         | B          | B         | B          | Highly speculative                         |
| B3        | Not prime  | B-        | B          | B-        | B          | Highly speculative                         |
| Caa1      | Not prime  | CCC+      | C          | CCC       | C          | Клас істотного ризику                      |
| Caa2      | Not prime  | CCC       | C          | CCC       | C          | Екстремально спекулятивний клас            |
| Caa3      | Not prime  | CCC-      | C          | CCC       | C          | Клас дефолту з малою імовірністю зростання |
| Ca        | Not prime  | CC        | C          | CCC       | C          | Клас дефолту з малою імовірністю зростання |
| Ca        | Not prime  | C         | C          | CCC       | C          | Клас дефолту з малою імовірністю зростання |
| C         | Not prime  | D         | /          | DDD       | /          | Дефолт                                     |
| /         | Not prime  | D         | /          | DD        | /          | Дефолт                                     |
| /         | Not prime  | D         | /          | D         | /          | Дефолт                                     |